# Сентинел (танк)
Австралийский крейсерский танк «Сентинел» (англ. Australian Cruiser Tank Sentinel, от англ. sentinel — «часовой») — австралийский средний крейсерский танк времён Второй мировой войны, средний по массе. Был создан в 1942 году, когда Австралии для отражения грозившего японского вторжения срочно был необходим танк, способный производиться полностью силами австралийских предприятий. В 1942—1943 годах было выпущено 68 «Сентинелов» в нескольких вариантах. Танк использовался австралийскими войсками до 1945 года, исключительно в учебно-тренировочных целях, так как к 1943 году уже стали доступны более совершенные танки «Шерман» производства США.

## История создания
К середине 1940 года угроза Австралии со стороны Японии стала настолько серьёзной, что австралийское правительство развернуло срочную программу вооружения. Поскольку Великобритания, ожидавшая германского вторжения, не могла поставить какого-либо количества танков, единственным выходом была постановка собственного танкостроения.
Привлекая технических консультантов из Великобритании, выработали решение использовать доступные коммерческие узлы и агрегаты, скомбинировав их с разработанными заново корпусом, подвеской, шасси и узлами силовой установки. Результатом стал примечательный танк, известный как AC-1, или «Сентинел». Он отличался корпусом, отлитым как единая деталь, литой башней и установкой трёх бензиновых двигателей «Кадиллак», передающих вращение на один ведущий вал. Основное вооружение ограничивалось 2-фунтовой (40-мм) противотанковой пушкой, хотя позже экспериментировали и с 25-фунтовой (88-мм) пушкой. Первый прототип «Сентинел» был собран в январе 1942 года. Второй прототип (он же эталон) изготовили в марте, а первый серийный — в июле. Оба прототипа, как и первые 9 серийных танков имели корпуса и башни из не броневой стали. Оригинальные инженерные решения ограничили выбор предприятий для производства этих машин. Строилось новое предприятие для производства танков, но их выпуск прекратился в июле 1943 года после сборки 65 машин (№№ 8001—8065). Всего в 1942 году выпустили 22 машины и 44 в 1943. К этому времени стало очевидно, что американские танковые заводы смогут удовлетворить все будущие потребности Австралии, так что дальнейшее собственное производство стало неэкономичным.

## Модификации
- AC I Sentinel — основной производственный вариант с 40-мм пушкой QF 2 pounder. Выпущено 66 единиц.
- AC II Sentinel — версия с 40-мм пушкой QF 2 pounder, созданная для облегчения AC I. Осталась на наброске.
- AC III Sentinel — версия «ближней поддержки» с 88-мм пушкой-гаубицей QF 25 pounder. Произведён один прототип.
- AC IV Sentinel — модификация с 76-мм пушкой QF 17 pounder, созданная на базе AC III. Произведён один прототип.

## Сохранившиеся экземпляры

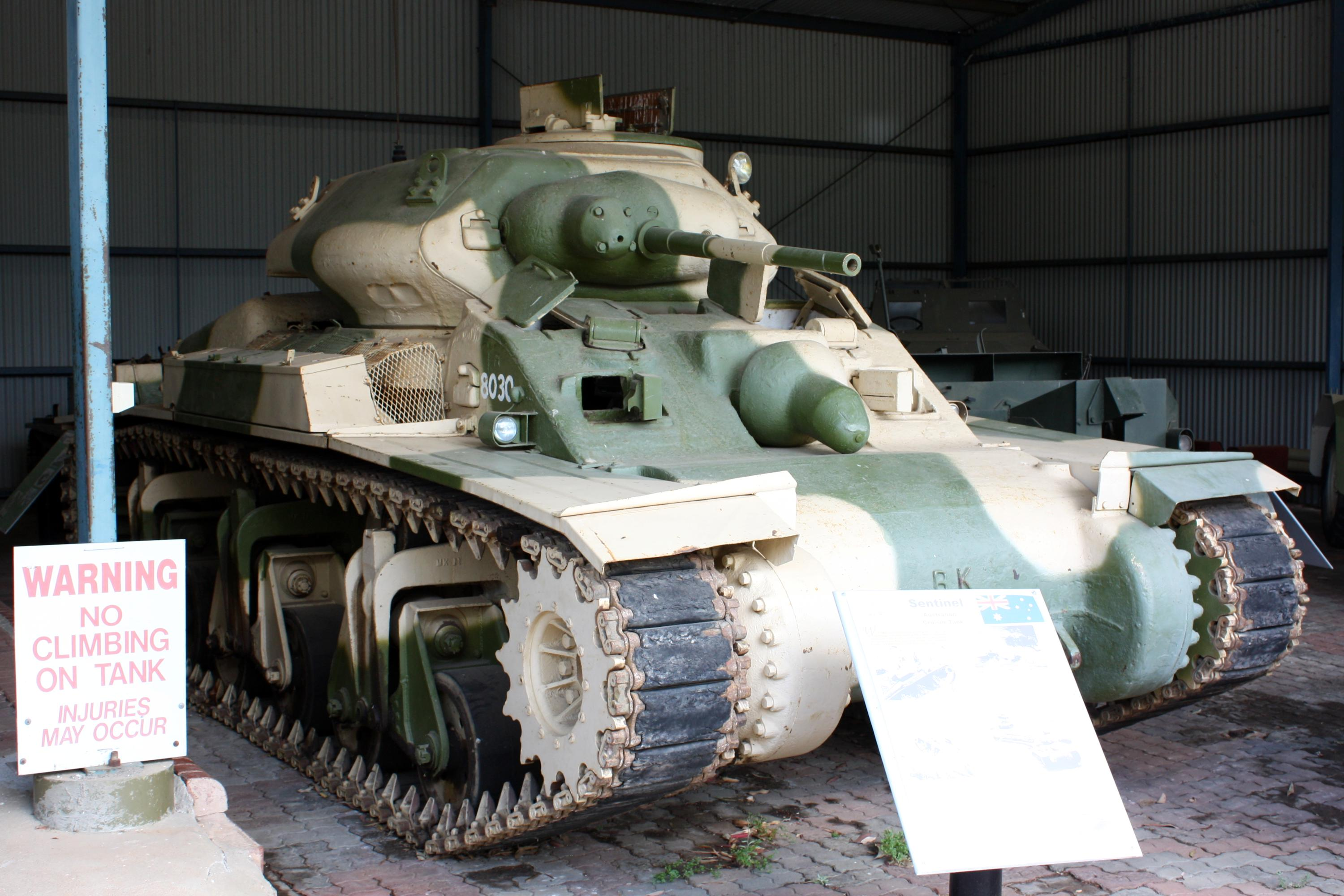
AC I Sentinel (8030) в Музее Австралийских Королевских бронетанковых войск в Пакапуньяле.
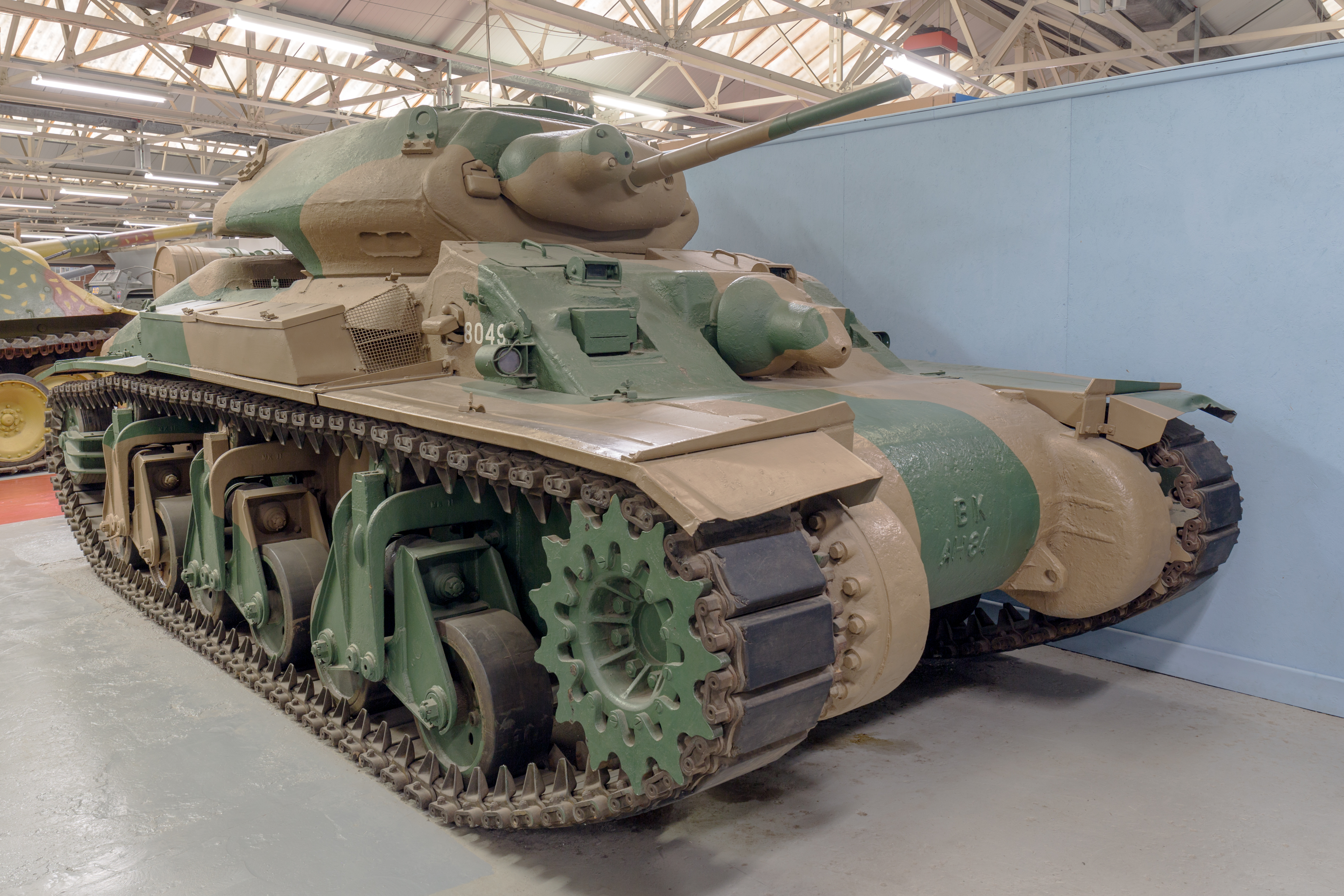
AC I Sentinel (8049) в Танковом музее в Бовингтоне.

- Австралия — в Музее Австралийских Королевских бронетанковых войск в Пакапуньяле.
- Великобритания — в Танковом музее в Бовингтоне.

## Интересный факт
Повышенный интерес к данной модели танка вызвала деталь под башней по центру корпуса, по форме напоминающая половой член. На деле она является бронеколпаком курсового пулемета «Виккерс».